# Izobraževanje v Sloveniji
Izobraževanje v Sloveniji od osnovnega do srednjega šolanja ureja Zavod Republike Slovenije za šolstvo (ZRSŠ), katerega področje delovanja vključuje izobraževalne programe, izvajanje in razvoj.   

## Osnovna šola
Otroci prvič vstopijo v osnovno šolo pri 5 letih, če so rojeni po 1. septembru, in pri 6 letih, če so bili rojeni prej, in končajo pri 14 ali 15 letih. Vsaka skupina otrok, rojenih v istem letu, v osnovni šoli sestavlja en razred, ki ostane enak do konca osnovne šole. Vsako šolsko leto je razdeljeno na dve polletji (semestra). Enkrat ali dvakrat na polletje imajo otroci počitnice: jesenske, božične, zimske in prvomajske počitnice; vsake počitnice trajajo približno en teden. V poletnem času se šola zaključi 24. junija (v 9. razredu se šola zaključi 15. junija), šolske počitnice so poletne (2 meseca), jesenske, božične in novoletne ter prvomajske počitnice. Državni dnevi so tudi prosti. Naslednje šolsko leto se začne 1. septembra.         

### Prvo obdobje
Otroci se začnejo šolati s prvim obdobjem. Otroci od prvega do petega razreda ostanejo v eni učilnici in imajo enega učitelja. V nekaterih šolah šport, umetnost in glasbo poučujejo ločeni učitelji ali pa njihov pouk nadzira ustrezen učitelj. V začetku prvega leta učitelj pomočnik pomaga učitelju, da mlajše učence uvede v nov sistem. Učenci začnejo z branjem, pisanjem in štetjem. Otroci se učijo svojega maternega jezika (slovenskega, madžarskega ali italijanskega, odvisno od področja šolanja), matematike, naravoslovnih in družbenih ved, glasbe, telesne vzgoje in umetnosti. V prvem razredu se začnejo učiti svojega prvega tujega jezika, ki je običajno angleščina. Do četrtega razreda otroci prejmejo opisne ocene, nato pa se preizkusi ocenijo s številčnimi ocenami. 

### Drugo obodbje
Drugo obdobje osnovnega šolanja se začne s šestim razredom, ko se otroci razporedijo k novim učiteljem. Glavni učitelj poučuje en ali dva predmeta, vse ostale poučujejo drugi predmetni učitelji. Glavni predmeti so matematika, materni jezik, en tuji jezik, športna vzgoja, glasba, geografija, zgodovina in umetnost. Kasneje v tem obdobju se učnemu načrtu dodajo fizika, kemija, biologija in tehnika ter tehnologija. V sedmem razredu morajo učenci izbrati najmanj dve uri izbirnih predmetov, lahko pa tudi neobvezno tretjo uro. Med okoli štiridesetimi na izbiro so ponujeni predmeti tuji jeziki, astronomija, likovna umetnost, računalništvo itd. 

### Ocene
Ocene so enake kot v drugih državah, ki so pripadale Jugoslaviji pred letom 1991. V osnovni šoli se ocene začnejo z 1 (nezadostno) in so edina ocena neuspeha. Druga je 2 (zadostna), naslednja 3 (dobra), nato 4 (prav dobra) in najboljša je 5 (odlična). 

## Državni zavod za šolstvo Republike Slovenije
Zavod Republike Slovenije za šolstvo (ZRSŠ) je nacionalni zavod za šolstvo Republike Slovenije, glavna javna organizacija v Sloveniji, ki spodbuja razvoj na področju izobraževanja v Sloveniji do preduniverzitete – zajema vse vrtce, osnovne šole, srednje šole, glasbene šole in dijaške internate. 

## Terciarno izobraževanje
Maturanti lahko vstopijo v eno od institucij terciarnega izobraževanja. Trenutno so v Sloveniji tri javne univerze: Univerza v Ljubljani, Univerza v Mariboru in Univerza na Primorskem. Druge institucije terciarnega izobraževanja v Sloveniji so Univerza v Novi Gorici, Evro-sredozemska univerza Slovenije in druge. Po oceni ARWU je Univerza v Ljubljani med 500 najboljšimi univerzami na svetu.